# The Bells Go Down
Pour plus de détails, voir Fiche technique et Distribution.
The Bells Go Down est un film britannique réalisé par Basil Dearden, sorti en 1943.

## Synopsis
Alors que la guerre est déclarée, trois hommes s'engagent dans les pompiers volontaires à Londres. Ils vont devoir faire face aux bombardements du Blitz.

## Fiche technique
- Titre original : The Bells Go Down
- Réalisation : Basil Dearden
- Scénario : Roger MacDougall, d'après le roman de Stephen Black
- Direction artistique : Michael Relph
- Son : A.D. Valentine
- Montage : Mary Habberfield
- Musique : Roy Douglas
- Production : Michael Balcon
- Production associée : S.C. Balcon
- Société de production : Ealing Studios
- Société de distribution : Associated British Film Distributors
- Pays d'origine :  Royaume-Uni
- Langue originale : anglais
- Format : Noir et blanc  — 35 mm — 1,37:1 — son mono
- Genre : drame
- Durée : 90 minutes
- Dates de sortie : Royaume-Uni : 17 mai 1943

## Distribution
- Tommy Trinder : Tommy Turk
- James Mason : Ted Robbins
- Philip Friend : Bob
- Mervyn Johns : Sam
- William Hartnell : Brookes
- Finlay Currie : MacFarlane
- Philippa Hiatt : Nan
- Meriel Forbes : Susie
- Beatrice Varley : "Ma" Turk
- Norman Pierce : "Pa" Robbins
- Muriel George : "Ma" Robbins